# Ernest Édouard Fribourg
Ernest Édouard Fribourg foi um líder operário francês e membro da Associação Internacional dos Trabalhadores. Foi membro dirigente da Federação Parisiense e junto com Henri Tolain foi um dos líderes da ala mutualista da organização.  Deixou o movimento operário em 1868.